# Észtország 200
Az Észtország 200 (észtül: Eesti 200), röviden E200 politikai párt Észtországban, amely a szociálliberalizmust és a gazdasági liberalizmust követi. A párt 2018. november 3-án alakult. Indult a 2019-es észtországi parlamenti választáson, de nem jutott be a parlamentbe. A 2023-as parlamenti választáson 13,3%-os eredménnyel a negyedik helyen végzett és 14 mandátumot szerzett a 101 fős észt parlamentben. A párt elnöke 2023 októberétől Margus Tsahkna.

## Története
A párt egy politikai mozgalomból alakult ki, amelynek kiáltványát 2018. május 2-án a Postimees napilapban tették közzé. Ebben az öt szerző, Kristiina Tőnisson, a Johan Skytte Institute for Policy Studies vezetője, Kristina Kallas, a Tartui Egyetem Narvai Intézetének igazgatója, Küllike Saar, a Tartui Egyetemi Kórház Gyermekalapítványának stratégiai vezetője és igazgatótanácsának elnöke, Priit Alamäe, a Nortal AS szoftvercég alapítója és vezérigazgatója, valamint Indrek Nuume, az LHV Bank igazgatótanácsának tagja egy új politikai mozgalmat javasolt, amely foglalkozik az Észtország előtt álló olyan kihívásokkal, amelyekkel szerintük a hagyományos pártok nem szívesen foglalkoznak. Ilyen témakörök a közigazgatás és a személyközpontú állam, az állam és a gazdaság irányításának problémái, a környezeti kérdések, az oktatás és az egészségügy problémái. Úgy vélték, hogy a hagyományos pártok a státus quo fenntartásában érdekeltek és nincs elszántság bennük a mélyreható változások végrehajtására.
A párt elnökévé 2022. október 15-n Lauri Hussart választották. Ő a 2023-as észtországi választás után, 2023. április 10-én az új országgyűlés a elnökévé választották. Ezért  2023 novemberében bejelentette lemondását a pártelnöki tisztségéről. Utóda 2023. november 19-től a párt élén Margus Tsahkna, aki Kaja Kallas harmadik kormányában a külügyminiszteri posztot tölti be.